# Ingénieur territorial
 (septembre 2022).
 (septembre 2022).
Si vous disposez d'ouvrages ou d'articles de référence ou si vous connaissez des sites web de qualité traitant du thème abordé ici, merci de compléter l'article en donnant les références utiles à sa vérifiabilité et en les liant à la section « Notes et références ».
 (septembre 2022).
En France, la notion d'ingénieur territorial désigne un groupe de positions ou «cadre d'emplois» scientifiques et techniques relevant de tous les domaines entrant dans les compétences d'une collectivité territoriale ou d'un établissement de la fonction publique territoriale.
Ce cadre d'emplois est régi par le décret n° 2016-201 du 26 février 2016.
Dans la filière technique, les postes relevant de la catégorie A du cadre d'emplois des ingénieurs territoriaux comprennent les grades d'ingénieur, ingénieur principal et ingénieur hors classe. 
Il ne doivent pas être confondu avec le cadre d’emploi d’« ingénieur en chef » de catégorie A+ qui est l'équivalent technique du cadre d'emplois d'« administrateur territorial » dans la filière administrative.
Les fonctionnaires ayant le grade d'ingénieur territorial peuvent exercer leurs fonctions dans l’ensemble des collectivités territoriales (les régions, les départements, les communes) ainsi que dans l’ensemble des établissements publics (les offices publics d'HLM, les laboratoires d'analyses chimiques ou d'analyses des eaux et tout autre établissement public) relevant de ces collectivités. Ils peuvent également occuper l'emploi fonctionnel de « directeur des services techniques » des villes de 10 000 à 40 000 habitants.
La rémunération mensuelle  d'un ingénieur territorial comporte deux parties : 
- le  « traitement » indiciaire ou valeur du point d'indice de base de l'emploi dans la grille, multipliée par l'indice correspondant à l'échelon du grade de l'ingénieur du fait de son ancienneté et
- le « régime » indemnitaire, qui dépend de la nature du poste, et représente une proportion de la rémunération proportionnelle à l'étendue des fonctions et responsabilités exercées. Contrairement au traitement indiciaire, l'instauration d'un régime indemnitaire n'est pas obligatoire. Ce régime est déterminé par l'assemblée délibérante compétente, telle que le conseil municipal, départemental, régional, communautaire ou métropolitain, après consultation du comité social territorial.

## Conditions d'accès
Le concours externe est ouvert pour 75 % au moins des postes à pourvoir aux candidats titulaires :
- d'un diplôme d'ingénieur habilité par l'État après avis de la Commission des titres d'ingénieurs selon les modalités prévues aux articles L642-1 à L642-4 du Code de l'éducation ;
- d'un diplôme d'architecte délivré en application de la loi du 3 janvier 1977 ;
- d'un diplôme de géomètre expert délivré par l'État ;
- d'un titre ou d'un diplôme à caractère scientifique ou technique délivré par l'État et d'un niveau équivalent ou supérieur à cinq années d'études après le baccalauréat.

Ce dernier critère fait l'objet d'un débat au sujet du caractère technique ou scientifique qui n'est pas reconnu à certains diplômes (notamment universitaires de spécialité urbanisme ou aménagement),,,.
OU SANS CONDITIONS DE DIPLÔMES:
À titre dérogatoire aux conditions de diplômes exigées par les statuts, les concours sont ouverts :
1. Aux pères ou mères de 3 enfants et plus, (fournir une photocopie du livret de famille).
2. Aux sportifs de haut niveau, sous réserve de figurer sur une liste publiée l’année du concours par arrêté du ministre de la jeunesse et des sports (joindre un justificatif officiel).
3. Aux possesseurs d’une équivalence de diplôme délivrée selon les modalités définies par le décret no 2007-196 du 13 février 2007 modifié et produite au plus tard le 1er jour des épreuves.

OU PAR LA 3e VOIE
Traditionnellement, le recrutement dans la fonction publique se fait par voie de concours, ouvert soit aux diplômés (ce que l'on appelle le concours externe, organisé tous les deux ans durant les années impaires), soit aux candidats déjà dans l'administration (ce qu'on appelle les concours internes). Cependant, il existe une troisième voie pour les personnes qui ont une expérience professionnelle dans le secteur privé au sens large.
Certains concours comportent une troisième voie d'accès à la fonction publique pour les candidats qui ont acquis une expérience dans l'exercice :
1. soit d'une activité professionnelle de droit privé (salarié d'une entreprise publique ou privée, indépendant...);
2. soit d'un mandat local;
3. soit d'une activité associative (salarié ou responsable bénévole).

Le concours interne est quant à lui ouvert aux fonctionnaires et agents publics qui justifient d'au moins quatre ans de services effectifs dans un emploi de catégorie B.
Depuis 2017, les futurs élèves ingénieurs en chef suivent une formation de douze mois à l’Institut national des études territoriales (INET).

## Les spécialités

### Spécialité ingénierie, gestion technique et architecture
- Option construction et bâtiment
- Option Centres techniques
- Option logistique et maintenance

### Spécialité infrastructures et réseaux
- Option voirie et réseaux divers (VRD)
- Option déplacements et transports

### Spécialité prévention et gestion des risques
- Option sécurité et prévention des risques
- Option hygiène - laboratoire - qualité de l'eau
- Option déchets - assainissement
- Option sécurité du travail

### Spécialité urbanisme, aménagement et paysage
- Option urbanisme
- Option paysages - espaces verts

### Spécialité informatique et systèmes d'information
- Option systèmes d'information et de communication
- Option réseaux et télécommunications
- Option systèmes d'information géographiques (SIG), topographie